# 플런더 작전
플런더 작전은 제2차 세계 대전 당시 마일즈 뎀시(Miles C Dempsey) 중장의 영국 제2군과 윌리웜 심슨(William H Simpson)중장의 미국 9 군이 리스, 베셀과 리페에서 라인강을 도하하는 작전이었다. 이 부대들은 버나드 몽고메리 장군의 제21군집단을 형성하였다.

## 연합군의 준비 및 공격
보급품 축적, 도로 건설과 영국 해군의 상륙선 36척의 수송과 같은 작전 준비는 3월 16일의 대규모 연막으로 숨겨졌다. 이 작전은 1945년 3월 23일 밤에 시작되었고 웨셀과 아치 근처에 공수부대와 글러이더 부대가 강하하는 바시티 작전을 포함했다. 강하지점은 산림지의 버려진 농장이었다.
영국 30 군단과 영국 12 군단, 미국 16 군단과 노르망디 상륙작전의 최전선을 이끌었던 퍼시 하바트(Percy C Hobart)소장의 영국군 76 기갑사단이 최초로 돌격했다. 그들은 하바트의 퍼니라고 명명된 특수목적 차량으로 모든 상황에 해결책을 내놓았다. 퍼니 중 하나로 버팔로였는데, 물이 범란한 땅을 가로지를 수 있는 무장 수륙양용 수송차량이기도 하였다. 이것들은 최전선의 보병들을 위한 수송차량이었다.
플런더 작전은 영국 51 하이랜드 보병 사단을 선봉으로 시작되었으며, 7 블랙 워치 연대가 3월 23일 오후 9시에 리스 근처에서 진격했고, 그 뒤는 제7 아그릴과 서더랜드 하이랜더들 연대가 뒤따랐다. 24일 오전 2시에 영국 15 스코티쉬 사단은 베셀과 리스 사이에서 도하했다. 처음에는 아무 저항도 없었지만, 그들은 곧 기관총 진지들의 저항에 직면했다. 영국 제1 코만도 여단은 웨셀에 들어갔다.
미군 제36사단은 야포와 항공기들의 포격에 의해 저항이 분쇄된 베셀 북쪽에서 도하했고, 그 뒤로 제79 사단도 도하했다. 미군의 피해는 미미했다.
스코티쉬 사단의 도하에 대한 독일의 저항은 약간의 효과와 함께 계속되었고, 기갑 부대에 의한 반격도 있었다. 하지만 도하가 계속되면서 전차와 다른 중화기들도 강을 건너기 시작했고, 결국 미국군은 24일 오후에 다리를 점령하였다.
바시티 작전은 독일의 정보망을 혼란에 빠뜨리는 것을 목적으로 3월 24일 오전 10시에 시작되었다. 강력한 저항에도 불구하고 공수부대는 전진했고 반격을 저지시켰다. 그 날 오후에 제15 스코튀시 사단은 두 공수사단과 접촉했다.
캐나다 제9여단이 블랙워치를 해방시켜야 했던 리스 북쪽의 스펠드랍 근처에서 맹렬한 독일의 저항은 계속되었다. 하지만 교두보는 견고하게 건설되었고, 연합군은 수와 도구를 앞세워 진격했다. 3월 27일, 교두보는 넓이 55km, 깊이 30km였다.

## 독일군과 격돌
연합군의 작전은 독일 H 집단군 예하 알프레드 쉴렘(Alfred Schlem) 장군이 지휘하는 독일 1 공수군과 마주쳤다. 이 부대는 이 지역에서 가장 강력한 독일군으로 판단되었지만, 이미 리치스와드에서의 행동으로 전력이 상당히 감소되어 있었다. 결국 제1공수부대는 연합군의 공격에 저항하지 못하고 북동쪽으로 퇴각해 브레멘과 함부르크 전방으로 이동하였다. 이는 루르 독일 제15군과의 사이에 빈 공간을 만들게 되었다.
3월 27일 쉴렘 장군의 부상으로 1 공수군의 지휘권은 귄터 블루맨트리트 장군에게 넘어갔다. 블루맨트리트와 그의 뛰어난 연대장 요하네스 블라스코비츠는 상황이 이미 손 쓸 수 없을 정도라는 것을 알게 되었다. 군단에 예비품과 항공지원은 없었고, 손꼽을 정도의 전차와 약한 포대들만이 있었다. 통신망도 파괴되어 연락이 되지 않는 부대도 있었다. 보충병들은 너무나도 형편없었고, 필요없는 손실은 줄이기 위해 거의 쓰이지 않았다.
블루맨트리트는 계속 싸우라는 명령을 상부로부터 받았지만, 결국 4월 1일에 최소한의 피해만을 내고서 엠스 운하 뒤의 튜도버저 숲으로 후퇴했다. 플런더 작전 시작으로부터 일주일 후, 연합군은 루르 북쪽에서 3만명의 전쟁포로들을 잡았다.

## 윈스턴 처칠
영국 수상 윈스턴 처칠은 플런더 작전 직전인 3월 23일에 벤로 근처의 몽고메리 장군의 사령부에 있었다. 그리고 처칠과 몽고메리는 24일에 행해졌던 바시티 작전을 지켜보았다.
다음 날인 25일 처칠과 몽고메리는 아이젠하워의 사령부를 방문했다. 점심 식사와 브리핑 후 그들은 샌드백 하우스로 가서 라인강을 내려다보고 독일의 방어가 미치지 않는 곳을 보았다. 아이젠하워가 떠난 후 처칠,몽고메리와 미군 사령관들은 무장 호위병들과 함께 강을 건너 30분 동안 아무런 저항 없이 적지에 상륙해있었다.
그리고 그들은 베셀의 부서진 철로를 방문했고, 독일군이 그들을 향해 포격을 준비했을때는 이미 사라진 이후였다.
현대의 정부요인들이 이런 식으로 전방을 방문하는 것은 상상하기 어려운 일이다.

## 같이 보기
- 루덴도르프 교